# پائولو پوچی
پائولو پوچی (به انگلیسی: Paolo Pucci) (زادهٔ ۲۱ آوریل ۱۹۳۵) شناگر اهل ایتالیا است.